# Państwa uczestniczące w Zimowych Igrzyskach Olimpijskich 2018

Państwa uczestniczące w Zimowych Igrzyskach Olimpijskich 2018

Państwa uczestniczące w Zimowych Igrzyskach Olimpijskich 2018 – lista państw, reprezentowanych przez narodowe komitety olimpijskie, które wysłały przynajmniej jednego sportowca na XXIII Zimowe Igrzyska Olimpijskie w 2018 roku w Pjongczangu.
W igrzyskach olimpijskich w Pjongczangu wystąpili sportowcy z 92 państw. Najliczniej reprezentowanym kontynentem była Europa (44 państwa), kolejnymi według liczby państw uczestniczących były: Azja (25 państw), Afryka (8 państw), Ameryka Południowa (7 państw),  Ameryka Północna (5 państwa), oraz Australia i Oceania (3 państwa) i 2922 sportowców.. Wśród państw uczestniczących były kraje debiutujące w zimowych igrzyskach olimpijskich: Ekwador, Erytrea, Kosowo, Malezja, Nigeria i Singapur.
Pod względem liczby uczestników najliczniejszą reprezentację wystawiły Stany Zjednoczone, w barwach których zaprezentowało się 242 sportowców (108 kobiet i 134 mężczyzn).
W klasyfikacji medalowej pierwsze miejsce zajęła reprezentacja Norwegii, w dorobku której znalazło się 39 medali (14 złotych, 14 srebrnych i 11 brązowych). W klasyfikacji indywidualnej pierwsze miejsce zajęli: francuski biathlonista Martin Fourcade i norweski biegacz narciarski Johannes Høsflot Klæbo zdobywając po trzy złote medale. Z kolei najwięcej medali wszystkich kruszców wywalczyła norweska biegaczka Marit Bjørgen, zdobywając dwa złote, jeden srebrny i dwa brązowe medale.
Poniżej alfabetyczna lista państw uczestniczących w igrzyskach:
| - Albania (2) - Andora (6) - Argentyna (6) - Armenia (3) - Australia (51) - Austria (105) - Azerbejdżan (1) - Belgia (21) - Bermudy (1) - Białoruś (33) - Boliwia (2) - Bośnia i Hercegowina (4) - Brazylia (9) - Bułgaria (21) - Chile (7) - Chiny (81) - Chińskie Tajpej (4) - Chorwacja (19) - Cypr (1) - Czarnogóra (3) - Czechy (95) - Dania (17) - Ekwador (1) - Erytrea (1) - Estonia (22) - Filipiny (2) - Finlandia (106) - Francja (107) - Ghana (1) - Grecja (4) - Gruzja (4) | - Hiszpania (13) - Holandia (33) - Hongkong (1) - Indie (2) - Iran (4) - Irlandia (5) - Islandia (5) - Izrael (10) - Jamajka (3) - Japonia (124) - Kanada (226) - Kazachstan (46) - Kenia (1) - Kirgistan (2) - Kolumbia (4) - Korea Południowa (122) gospodarz - Korea Północna (10) - Kosowo (1) - Liban (3) - Liechtenstein (3) - Litwa (9) - Luksemburg (1) - Łotwa (35) - Macedonia Północna (3) - Madagaskar (1) - Malezja (2) - Malta (1) - Maroko (2) - Meksyk (4) - Mołdawia (2) - Monako (3) | - Mongolia (2) - Niemcy (156) - Nigeria (3) - Norwegia (109) - Nowa Zelandia (21) - Pakistan (2) - Polska (62) - Południowa Afryka (1) - Portoryko (1) - Portugalia (2) - Rumunia (27) - San Marino (1) - Serbia (4) - Singapur (1) - Słowacja (56) - Słowenia (71) - Stany Zjednoczone (242) - Szwajcaria (81) - Szwecja (116) - Tajlandia (4) - Timor Wschodni (1) - Togo (1) - Tonga (1) - Turcja (8) - Ukraina (33) - Uzbekistan (2) - Węgry (19) - Wielka Brytania (59) - Włochy (122) - Sportowcy olimpijscy z Rosji (OAR) (168) |